# Puerto Carreño
Puerto Carreño ist die Hauptstadt und eine Gemeinde (Municipio) im Departamento Vichada in Kolumbien.
Puerto Carreño ist nach Pedro María Carreño benannt, Regierungsminister unter dem Präsidenten Carlos Eugenio Restrepo.

## Geographie
Puerto Carreño liegt auf einer Höhe von ungefähr 51 Metern am Zusammenfluss der Flüsse Orinoco und Meta und an der Grenze zu Puerto Páez in Venezuela. An die Gemeinde grenzen im Norden der Bundesstaat Apure und im Osten der Bundesstaat Amazonas in Venezuela, im Süden Cumaribo und im Westen La Primavera.

## Bevölkerung
Die Gemeinde Puerto Carreño hat 20.798 Einwohner, von denen 16.069 im städtischen Teil (cabecera municipal) der Gemeinde leben (Stand: 2022).

## Geschichte
Das Gebiet wurde schon vor der Ankunft der Spanier vom indigenen Volk der Achagua bewohnt. Die erste nicht-indigene Siedlung war die jesuitische Mission San Joaquín de Atanari, die der Missionar Alonso de Neira 1666 errichtete, aber schon 1669 wegen Versorgungsknappheit wieder aufgeben musste. In den folgenden Jahrhunderten gab es weitere Missionsbemühungen und Handelskontakte. 1922 gründete der General Buenaventura Bustos Puerto Carreño an der Stelle der Siedlung El Picacho, das 1930 zur Hauptstadt des Kommissariats Vichada ernannt wurde. Seit 1974 hat Puerto Carreño den Status einer Gemeinde. Seit 1991 hat Vichada den Status als Departamento mit Puerto Carreño als Hauptstadt.

## Wirtschaft
Die wichtigsten Wirtschaftszweige sind Rinderproduktion, Fischerei, Landwirtschaft und Bergbau.

## Infrastruktur
Puerto Carreño verfügt über einen Flughafen, den Aeropuerto Germán Olano (IATA-Code: PCR), und kann von Villavicencio auf dem Luftweg erreicht werden. Auf dem Flussweg kann Puerto Carreño von Villavicencio und Puerto Gaitán über den Río Meta und von Puerto Gaitán auch über den Landweg erreicht werden. Die Straßenverhältnisse können allerdings in der Regenzeit sehr schlecht werden, so dass die Reisezeit zwischen einem Tag und einer Woche liegen kann.

## Religion
In Puerto Carreño hat das Apostolische Vikariat Puerto Carreño seinen Sitz.

## Persönlichkeiten
- Juan Carlos Ávila (* 1973), Politiker